# Back to Life (Sandra)
Back to Life è un album della cantante tedesca Sandra, pubblicato il 27 marzo 2009 dall'etichetta discografica Virgin.
L'album è stato promosso dai singoli In a Heartbeat e The Night Is Still Young.

## Tracce
CD (Virgin 50999 696620 2 (EMI) [eu] / EAN 5099969662027
1. R U Feeling Me - 3:42 (Toby Gad, Faith Trent, Nina Ossov)
2. Once in a Lifetime - 3:52 (Toby Gad, Audrey Martells)
3. In a Heartbeat - 3:37 (Toby Gad, Jim Dyke)
4. The Night Is Still Young (feat. Thomas Anders) - 3:20 (Toby Gad, Audrey Martells)
5. Just Like Breathing - 3:15 (Sam Lorber, Toby Gad, Madeline Stone)
6. Never Before - 3:46 (Alex Breitung)
7. Always on My Mind - 3:18 (Toby Gad, Kristin Steiv, Shayna Steiv)
8. Behind Those Words - 3:04 (Alex Geringas, Jade Ell)
9. What If - 2:49 (Toby Gad, Jadyn Maria)
10. Say Love - 3:29 (Fredrick Thomander, Anders Wikström, Agne Carlsson)
11. Put Some 80ies in It - 3:23 (Michael Kunzi, Christian Königseder, Alexander Komlew, Caroline von Brünken)
12. These Moments - 3:30 (Toby Gad, Carlos sin Morera)
13. I Want You - 3:51 (Toby Gad, Jaqueline Nemorin)
14. Tête à tête - 3:45 (Jens Gad, Sandra Lauer, Fabrice Cuidad)
15. Who I Am - 4:06 (Toby Gad, Willa Ford)

## Classifiche
| Classifica (2009) | Posizione raggiunta |
| ----------------- | ------------------- |
| Germania          | 26                  |
| Svizzera          | 83                  |